# Первотугаевская волость
Первотугаевская волость (Первая Тугаевская волость) — административная единица в составе Цивильского уезда Казанской губернии. Волость существовала с конца XVI века до 1781 года (по другим данным — до 1796 года).

## История
По данным I ревизии  (1719 года) в волости числились селения:
| Название              | Совр. название                                         | Совр. расположение |
| --------------------- | ------------------------------------------------------ | ------------------ |
| Первая Муратова       | Кивсерт-Мурат                                          | Вурнарский         |
| Вторая Муратова       | Чиршкас-Мураты                                         | Вурнарский         |
| Первая Норусова       | Калинино Кумбалы                                       | Вурнарский         |
| Вторая Норусова       | ныне не существует (в составе д. Хумуши, Ослаба и др.) | Вурнарский         |
| Чуратчикова           | Чурачики                                               | Цивильский         |
| Чуратчикова Ахсараева |                                                        |                    |
| Тугаева               | Большое Тугаево                                        | Цивильский         |
| Первая Степанова      | Первое Степаново                                       | Цивильский         |
| Вторая Степанова      | ныне не существует (в составе д. Поваркасы)            | Цивильский         |
| Первая Чимерчеева     | Первое Чемерчеево                                      | Цивильский         |
| Вторая Чимерчеева     | Второе Чемерчеево                                      | Цивильский         |